# Kanotsport vid olympiska sommarspelen 2020
Kanotsport vid olympiska sommarspelen 2020 arrangerades mellan 25 juli och 7 augusti 2021 i Sea Forest Waterway och Kasai Canoe Slalom Centre i Tokyo i Japan. Totalt 16 grenar i disciplinerna sprint och kanotslalom fanns på programmet. Det var lika många grenar som under OS 2016 men numer består tävlingarna av lika många grenar för damer som för herrar.
Tävlingarna skulle ursprungligen ha hållits mellan 26 juli och 8 augusti 2020 men de blev uppskjutna på grund av Covid-19-pandemin.

## Medaljsammanfattning
| Sprint                           | Guld                                                 | Silver                                                              | Brons                                                           |
| Damernas C-1 200 m Detaljer...   | Nevin Harrison USA                                   | Laurence Vincent-Lapointe Kanada                                    | Ljudmyla Luzan Ukraina                                          |
| Damernas C-2 500 m Detaljer...   | Xu Shixiao och Sun Mengya Kina                       | Ljudmyla Luzan och Anastasija Tjetverikova Ukraina                  | Laurence Vincent-Lapointe och Katie Vincent Kanada              |
| Damernas K-1 200 m Detaljer...   | Lisa Carrington Nya Zeeland                          | Teresa Portela Spanien                                              | Emma Jørgensen Danmark                                          |
| Damernas K-1 500 m Detaljer...   | Lisa Carrington Nya Zeeland                          | Tamara Csipes Ungern                                                | Emma Jørgensen Danmark                                          |
| Damernas K-2 500 m Detaljer...   | Lisa Carrington och Caitlin Regal Nya Zeeland        | Karolina Naja och Anna Puławska Polen                               | Danuta Kozák och Dóra Bodonyi Ungern                            |
| Damernas K-4 500 m Detaljer...   | Ungern                                               | Belarus                                                             | Polen                                                           |
| Damernas K-4 500 m Detaljer...   | Danuta Kozák Tamara Csipes Anna Kárász Dóra Bodonyi  | Marharyta Machnjeva Nadzeja Papok Volha Chudzenka Maryna Litvintjuk | Karolina Naja Anna Puławska Justyna Iskrzycka Helena Wiśniewska |
| Herrarnas C-1 1000 m Detaljer... | Isaquias Queiroz Brasilien                           | Liu Hao Kina                                                        | Serghei Tarnovschi Moldavien                                    |
| Herrarnas C-2 1000 m Detaljer... | Serguey Torres och Fernando Jorge Kuba               | Liu Hao och Zheng Pengfei Kina                                      | Sebastian Brendel och Tim Hecker Tyskland                       |
| Herrarnas K-1 200 m Detaljer...  | Sándor Tótka Ungern                                  | Manfredi Rizza Italien                                              | Liam Heath Storbritannien                                       |
| Herrarnas K-1 1000 m Detaljer... | Bálint Kopasz Ungern                                 | Ádám Varga Ungern                                                   | Fernando Pimenta Portugal                                       |
| Herrarnas K-2 1000 m Detaljer... | Jean van der Westhuyzen och Thomas Green Australien  | Max Hoff och Jacob Schopf Tyskland                                  | Josef Dostál och Radek Šlouf Tjeckien                           |
| Herrarnas K-4 500 m Detaljer...  | Tyskland                                             | Spanien                                                             | Slovenien                                                       |
| Herrarnas K-4 500 m Detaljer...  | Max Rendschmidt Ronald Rauhe Tom Liebscher Max Lemke | Saúl Craviotto Marcus Walz Carlos Arévalo Rodrigo Germade           | Samuel Baláž Denis Myšák Erik Vlček Adam Botek                  |

| Slalom                    | Guld                      | Silver                          | Brons                     |
| Damernas C-1 Detaljer...  | Jessica Fox Australien    | Mallory Franklin Storbritannien | Andrea Herzog Tyskland    |
| Damernas K-1 Detaljer...  | Ricarda Funk Tyskland     | Maialen Chourraut Spanien       | Jessica Fox Australien    |
| Herrarnas C-1 Detaljer... | Benjamin Savšek Slovenien | Lukáš Rohan Tjeckien            | Sideris Tasiadis Tyskland |
| Herrarnas K-1 Detaljer... | Jiří Prskavec Tjeckien    | Jakub Grigar Slovakien          | Hannes Aigner Tyskland    |

Denna tabell: visa • redigera

## Medaljtabell
| Pl.    | Nation         | Guld | Silver | Brons | Totalt |
| ------ | -------------- | ---- | ------ | ----- | ------ |
| 1      | Ungern         | 3    | 2      | 1     | 6      |
| 2      | Nya Zeeland    | 3    | 0      | 0     | 3      |
| 3      | Tyskland       | 2    | 1      | 4     | 7      |
| 4      | Australien     | 2    | 0      | 1     | 3      |
| 5      | Kina           | 1    | 2      | 0     | 3      |
| 6      | Tjeckien       | 1    | 1      | 1     | 3      |
| 7      | Brasilien      | 1    | 0      | 0     | 1      |
| 7      | Kuba           | 1    | 0      | 0     | 1      |
| 7      | Slovenien      | 1    | 0      | 0     | 1      |
| 7      | USA            | 1    | 0      | 0     | 1      |
| 11     | Spanien        | 0    | 3      | 0     | 3      |
| 12     | Kanada         | 0    | 1      | 1     | 2      |
| 12     | Polen          | 0    | 1      | 1     | 2      |
| 12     | Slovakien      | 0    | 1      | 1     | 2      |
| 12     | Storbritannien | 0    | 1      | 1     | 2      |
| 12     | Ukraina        | 0    | 1      | 1     | 2      |
| 17     | Belarus        | 0    | 1      | 0     | 1      |
| 17     | Italien        | 0    | 1      | 0     | 1      |
| 19     | Danmark        | 0    | 0      | 2     | 2      |
| 20     | Moldavien      | 0    | 0      | 1     | 1      |
| 20     | Portugal       | 0    | 0      | 1     | 1      |
| Totalt | Totalt         | 16   | 16     | 16    | 48     |

### Fotnoter
1. ↑  (16 juni 2021). Canoe Slalom Competition Schedule. Arkiverad 3 juli 2021 hämtat från the Wayback Machine. olympics.com. Läst 24 juni 2021.
2. ↑  (16 juni 2021). Canoe Sprint Competition Schedule. Arkiverad 3 juli 2021 hämtat från the Wayback Machine. olympics.com. Läst 24 juni 2021.
3. ↑  Canoe. tokyo2020.org. Läst 11 oktober 2019.
4. ↑  (Program från 31 juli 2019). Olympic Competition Schedule. tokyo2020.org. Läst 7 oktober 2019.
5. ↑  (30 mars 2020). IOC, IPC, Tokyo 2020 Organising Committee and Tokyo Metropolitan Government announce new dates for the Olympic and Paralympic Games Tokyo 2020. IOK. Läst 24 juni 2021.
6. ↑  (5 augusti 2021). Canoe Sprint – Women's Canoe Single 200m – Final A. olympics.com. Läst 5 augusti 2021.
7. ↑  (7 augusti 2021). Canoe Sprint – Women's Canoe Double 500m – Final A. olympics.com. Läst 7 augusti 2021.
8. ↑  (3 augusti 2021). Canoe Sprint – Women's Kayak Single 200m – Final A. olympics.com. Läst 3 augusti 2021.
9. ↑  (5 augusti 2021). Canoe Sprint – Women's Kayak Single 500m – Final A. olympics.com. Läst 5 augusti 2021.
10. ↑  (3 augusti 2021). Canoe Sprint – Women's Kayak Double 500m – Final A. olympics.com. Läst 3 augusti 2021.
11. ↑  (7 augusti 2021). Canoe Sprint – Women's Kayak Four 500m – Final A. olympics.com. Läst 7 augusti 2021.
12. ↑  (7 augusti 2021). Canoe Sprint – Men's Canoe Single 1000m – Final A. olympics.com. Läst 7 augusti 2021.
13. ↑  (3 augusti 2021). Canoe Sprint – Men's Canoe Double 1000m – Final A. olympics.com. Läst 3 augusti 2021.
14. ↑  (5 augusti 2021). Canoe Sprint – Men's Kayak Single 200m – Final A. olympics.com. Läst 5 augusti 2021.
15. ↑  (3 augusti 2021). Canoe Sprint – Men's Kayak Single 1000m – Final A. olympics.com. Läst 3 augusti 2021.
16. ↑  (5 augusti 2021). Canoe Sprint – Men's Kayak Double 1000m – Final A. olympics.com. Läst 5 augusti 2021.
17. ↑  (7 augusti 2021). Canoe Sprint – Men's Kayak Four 500m – Final A. olympics.com. Läst 7 augusti 2021.
18. ↑  (29 juli 2021). Canoe Slalom – Women’s Canoe. olympics.com. Läst 29 juli 2021.
19. ↑  (27 juli 2021). Canoe Slalom – Women’s Kayak. olympics.com. Läst 27 juli 2021.
20. ↑  (26 juli 2021). Canoe Slalom – Men’s Canoe. olympics.com. Läst 26 juli 2021.
21. ↑  (30 juli 2021). Canoe Slalom – Men’s Kayak. olympics.com. Läst 30 juli 2021.